# Arbolito (Paysandú)
Arbolito ist eine Ortschaft in Uruguay.

## Geographie
Sie befindet sich auf dem Gebiet des Departamento Paysandú in dessen Sektor 6 in der Cuchilla de Haedo. Arbolito liegt nordöstlich von Villa María (Tiatucura) und südwestlich der Ortschaft Piedra Sola. Wenige Kilometer östlich verläuft die Grenze zum Nachbardepartamento Tacuarembó, die dort vom Arroyo Salsipuedes Grande gebildet wird.

## Infrastruktur
Arbolito liegt an der Eisenbahnlinie Salto – Paso de los Toros.

## Einwohner
Für Arbolito wurden bei der Volkszählung im Jahr 2011 115 Einwohner registriert, davon 58 männliche und 57 weibliche.
| Jahr | Einwohner |
| ---- | --------- |
| 1996 | -         |
| 2004 | 144       |
| 2011 | 115       |

Quelle: Instituto Nacional de Estadística de Uruguay